# Ophiorrhiza pedunculata
Ophiorrhiza pedunculata är en måreväxtart som beskrevs av Schanzer. Ophiorrhiza pedunculata ingår i släktet Ophiorrhiza och familjen måreväxter. Inga underarter finns listade i Catalogue of Life.